# Betws-y-Coed
Betws-y-Coed falu Walesben, a Conwy folyó völgyében, 534 lakossal.
A Betws vagy Bettws név eredete feltehetően az óangol bed-hus, azaz imaház szó. Első fennmaradt említése Betus alakban 1254-ből való.
A falu a Snowdonia Nemzeti Parkban található, abban a völgyben, ahol a Conwy folyó a Llugwy folyóval és a Lledr folyóval találkozik, és ahol a 6. század végén kolostor létesült. A falu nagyon lassan fejlődött a helyi ólombányászattal együtt. 1815-ben a Thomas Telford által épített Waterloo-híd jelentős előrelépést hozott. A falu fontos szálláshellyé vált a Corwen (keletre) és Capel Curig (nyugatra) vezető útvonalakon, ennek nyomán a délre Blaenau Ffestiniog valamint északra Llanrwst és Conwy felé vezető utakat is javították.
1868-ban a vasútállomás megépítése a lakosság számának növekedését eredményezte.